# Adolf Rautmann

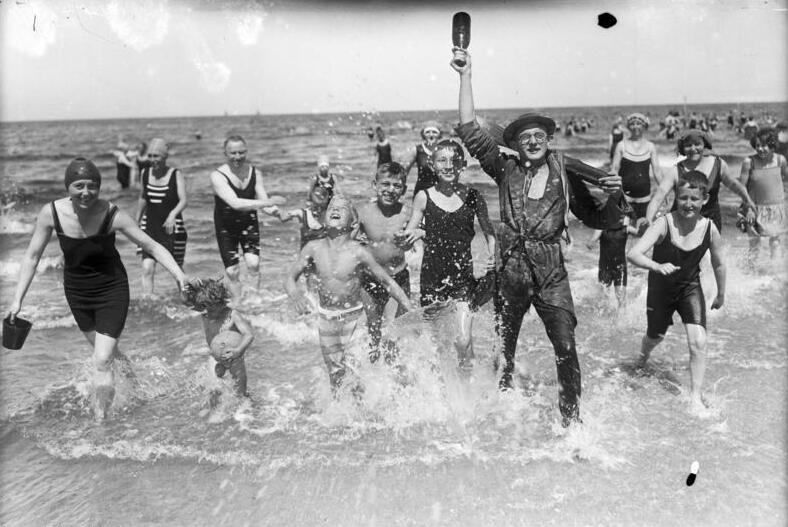
Onkel Pelle en juin 1928

Adolf Rautmann (né le 11 février 1863 à Brenkenhof, mort le 8 janvier 1937 à Berlin) est un artiste de cirque et forain allemand, connu à Berlin sous le nom d'Onkel Pelle.

## Biographie
Adolf Rautmann vient à Berlin lorsqu'il est adolescent puis intègre le Circus Renz (de) et voyage. Il est un temps aussi clown dans le Circus Krone. De retour à Berlin, il joue avec des artistes connus. De 1906 à 1907, il tient un stand de foire à Wedding et travaille aussi en itinérance dans d'autres villes.
Il est apprécié des enfants pour ses spectacles d'Onkel Pelle. On lui donne ce surnom à cause de son corps maigre. Dans ses spectacles, il joue avec les enfants, donne des bonbons et fait des tours avec un chapeau et un costume comique.
Adolf Rautmann fut l’ami du dessinateur Heinrich Zille.
Après sa mort, il a inspiré de nombreux clowns.

## Source de la traduction
- (de) Cet article est partiellement ou en totalité issu de l’article de Wikipédia en allemand intitulé « Adolf Rautmann » (voir la liste des auteurs).